# Júdai Királyság
Júdai Királyság, (más néven: Júda királysága) az ókori Egységes Izraeli Királyság szétszakadása után a déli országrész megnevezése volt.

## Története
Salamon király halála után Izrael két részre szakadt. A déli rész Júda, Benjámin, Simeon és Lévi törzséből állt, Jeruzsálem fővárosi státuszával. A királyság fennállása alatt az uralkodók végig Dávid és Salamon utódaiból kerültek ki.  Összesen 19 király és 1 királynő (Atália) uralkodott a Júdai Királyságban Kr. e. 930-tól a babiloni megszállásig, Kr. e. 586-ig.

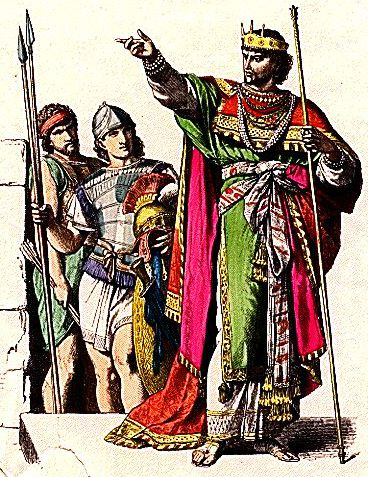
Egy júdai király ábrázolása

Az első király Kr. e. 930 körül Roboám lett. Az északi és déli királyság gyakran háborúzott egymással, és a környező népek is betörtek időnként a Júdai Királyság területére. Roboám idejében I. Sesonk egyiptomi fáraó, Ásza király idejében az afrikai kusiták, Jósiás és fia, Jóáház idején II. Nékó egyiptomi fáraó, olykor a filiszteusok, az arámiak, a moábiták, az edomiták, az ammóniak, majd az asszírok, végül a kháldok. 
Uzziás király alatt az ország gazdasági fellendülést élt át. Megerősítette Jeruzsálem városfalait, sikeres háborúkat vívott a környező népek ellen és Edomot, a Vörös-tengeri kikötővel, Ecjón Géberrel is meghódította, amely mellett Élátot megalapította. Akház király idején az Izraeli Királyság végleg megbukott és ettől az időtől a Júdai Királyságnak is komoly adókat kellett fizetnie Asszíriának, vagy szembesülnie az asszírok megtorlásával, ahogy az Ezékiás és Manassé idején történt. 
Jójákim király először egyiptomi, majd babiloni függőségben uralkodott. Miután fellázadt Babilon ellen, II. Nabú-kudurri-uszur megtámadta Júdát és Jeruzsálemet. Jójákim még Jeruzsálem ostromakor meghalt, majd fia, Jójákin rövid uralkodása után a káldeusok bevették Jeruzsálemet, és a királyt 10 ezer alattvalójával együtt Babilonba hurcolták. A következő és egyben utolsó júdai király, Cidkija 8 év uralkodás után lázadt fel Babilon ellen, így a kháldok újra ostrom alá vették Jeruzsálemet. II. Nabú-kudurri-uszur ekkor végleg elpusztította a júdai fővárost, és a lakosság nagy részét a birodalmába deportálta. Júda tartomány élére Gadalja kormányzót nevezte ki, akit 3 hónap múlva meggyilkoltak és a maradék lakosság Egyiptomba menekült. 
A Biblia leírása alapján Isten az uralkodók és a nép bűneiért küldte Júdára az ellenséges seregeket és száműzte őket végül idegen földre, ahogy Jeremiás próféta közvetítette Jahve üzenetét: "Azért, mert elhagytak engem a ti atyáitok, azt mondja az Úr, és idegen istenek után jártak, és azoknak szolgáltak és azokat imádták, engem pedig elhagytak, és az én törvényemet meg nem tartották. És ti gonoszabbul cselekedtetek, mint atyáitok; mert ímé, ti mindnyájan a ti gonosz szívetek hamisságát követitek, nem hallgatva reám. Azért kivetlek titeket e földből arra a földre, amelyet sem ti nem ismertek, sem a ti atyáitok, és ott szolgáltok majd idegen isteneknek nappal és éjjel; mivelhogy nem könyörülök rajtatok."

## Királyai
Roboám ·  Abijja ·  Ásza ·  Jósáfát ·  Jórám ·  Akházjáhu ·  Atália ·  Jóás ·  Amásia ·  Uzziás ·  Jótám ·  Akház ·  Ezékiás ·  Manassé ·  Ámón ·  Jósiás ·  Jóáház ·  Jójákim ·  Jójákin ·  Cidkija

## Fordítás
Ez a szócikk részben vagy egészben  a   Kingdom of Judah című angol Wikipédia-szócikk fordításán alapul.  Az eredeti cikk szerkesztőit annak laptörténete sorolja fel. Ez a jelzés csupán a megfogalmazás eredetét és a szerzői jogokat jelzi, nem szolgál a cikkben szereplő információk forrásmegjelöléseként.